# Hollandia (staalbedrijf)
Hollandia is een in Nederland gevestigd conglomeraat van staalconstructiebedrijven, in 1977 ontstaan uit een samenvoeging van twee ondernemingen, F. Kloos en Zonen's Werkplaatsen Kloos Kinderdijk te Kinderdijk en de firma Hollandia, een machinefabriek en constructiebedrijf met naast de hoofdvestiging te Krimpen aan den IJssel ook filialen te Keizersveer, Amsterdam en Geel (stad). 
In mei 2019 kwam het bedrijf voor de helft in handen van de investeringsmaatschappij Standard Investment. Standard Investments kreeg een aandelenbelang van 50% in de bedrijfsonderdelen Hollandia Structures, Hollandia Infra, Hollandia Services en Hollandia UK.

## Geschiedenis
De nv schroefboutenfabriek Hollandia ontstond in 1928 als investeringsmaatschappij van de directieleden van de Amsterdamsche Ballast Maatschappij. Startkapitaal f 650.000, volgestort. De onderneming was gevestigd op het terrein van de Quenast-tegelfabriek die verplaatst werd naar Amsterdam. Al snel verbreedde de nv haar basis met een machinefabriek en constructiewerkplaats, waarbij de relatie met het moederbedrijf een rol speelde. Dragline-emmers en aannemersmateriaal waren specialiteiten naast algemeen constructiewerk. P.J. Lubbers, sinds 1930 statutair directeur, kocht op 1 december 1955 het bedrijf via een management buy-out. Eerder, in 1948, was een nevenvestiging te Keizersveer opgericht voor de vervaardiging van de stalen bovengeleidingen voor de elektrificatie van het spoor maar deze ontwikkelde tot een zelfstandige constructiewerkplaats met een 200 medewerkers in 1966. In 1963 overleed eigenaar-directeur P.J. Lubbers, die opgevolgd werd door zonen Rob en Ruud. 

## Overnames en concentratie
Na de overname in 1977 van Hollandia door Kloos Kinderdijk, nam het in 1978 Hollandia-Kloos gedoopte  fusiebedrijf diverse branchegenoten over. Eerst werd dochter Jonker (bedrijf) in 1983 gesloten, in 1985 volgde overname van Mercon. In 1991/92 vond de overgang plaats van een zelfproducerend concern (650 werknemers) naar een houdstermaatschappij met minderheidsdeelnemingen. In 2001 nam Hollandia-Kloos het kranenbouwbedrijf Bailey te Nieuw- Lekkerland naast de ZNS-bedrijven te Fijnaart over. De dochterbedrijven Kloos en Kloos Merofac verhuisden naar het terrein van Bailey.  De aldus ontstane Hollandia Bailey Kloos groep viel onder de beheermaatschappij S3C, waarbij Rob Lubbers betrokken was. In 2002 volgde Grimbergen te Alphen aan den Rijn en later Kalmar Industries (voorheen Nelcon) Rotterdam. In 2005 kwam het tot een concentratie van het Bailey, Grimbergen en Hollandia als één onderneming op het voormalig Van der Giessen- De Noord terrein in Krimpen aan den IJssel. In 2008 waren Hollandia en Zuid-Nederlandse Staalbouw (ZNS) volledig geïntegreerd en opereerde het bedrijf onder de naam Hollandia met als hoofdvestiging Krimpen aan den IJssel en een nevenlocatie in Heijningen.
In 2010 besloot Hollandia besloten tot een structuurwijziging, met de formatie van Business Units. Vanaf 1 januari 2014 gingen de verschillende Business Units verder als zelfstandige BV's. Hollandia werd een alliantie van meerdere zelfstandig opererende bedrijfsonderdelen vanuit Krimpen aan den IJssel en Heijningen.

## Huidige structuur
Hollandia bestaat uit 6 BV's: 
- Hollandia Infra ontwerpt en realiseert complexe en innovatieve staalbouwkundige (water)werken zoals bruggen, sluizen, stuwen, (stormvloed)keringen en specials
- Hollandia Services inspecteert, renoveert en onderhoudt beweegbare bruggen, sluizen en keringen op het gebied van Staalconstructies, WTB, E&I en Hydrauliek.
- Hollandia Systems fabriceert zeer hoogwaardige installaties, apparaten, modules, (druk)vaten, leidingsystemen en constructies voor o.a. de Procesindustrie, de (Petro)chemie, en de On- & Offshore markten.
- Hollandia Structures maakt innovatieve staalconstructies voor de bijzondere Utiliteitsbouw, Hoogbouw, (Petro)chemie en Bagagesystemen. Dit zijn complexe, uitdagende projecten op het snijvlak van technologie, uitvoering, logistiek en projectmanagement, zoals Swiss RE Building (The Gherkin, 30, St Mary's Axe).
- Hollandia Industrial monteert industriële en infrastructurele installaties met name daar waar specifieke kwaliteits- en veiligheidseisen gelden: Binnen de Petrochemie, Hoogbouw, Offshore en Inframarkt.
- Hollandia UK voert inspecties, onderhoud en renovaties uit aan complexe staalconstructies in het Verenigd Koninkrijk.

Hollandia is gevestigd in Krimpen aan den IJssel en in Heijningen. Er werken anno 2024 zo'n 450 medewerkers. 

## Bijzondere constructies
Het bedrijf heeft vooral bekendheid verkregen door het leveren van de staalconstructies in zeer bijzondere en bekroonde bouwwerken zoals:
- De Willemsbrug in Rotterdam, bekroond met de nationale staalprijs in 1983.
- De Maeslantkering in Hoek van Holland, bekroond met de Nationale Staalprijs in 1998
- De London Eye in Londen, bekroond met de Nationale Staalprijs in 2000.
- het ING House aan de Amsterdamse zuidas, bekroond met de Nationale Staalprijs in 2002
- Het kantoor van Swiss Re (The Gherkin of 30, St Mary's Axe) in Londen, bekroond met de Nationale Staalprijs in 2004
- De Samuel Beckett-brug in Dublin, bekroond met de Nationale Staalprijs in 2010
- De staalconstructie van de overkapping van het nieuwe deel van Station Amsterdam Sloterdijk in de Hemboog, bekroond met de Nationale Staalprijs in 2010.
- Attractie/observatietoren Brighton i360 (British Airways i360)
- Nieuwe Radartoren Maasvlakte II in 2018
- Woontoren Newfoundland op Canary Wharf in 2018
- European Medicine Agency (EMA) in 2019
- Lille Langebro in Kopenhagen, Denemarken (2019)
- Bouw en montage van spoorbrug Thomassentunnel Theemswegtracé (2020)